# PRIVATE ENEMY
『PRIVATE ENEMY』（プライヴェート・エネミー）は、日本のバンドPIERROTのメジャーデビュー後、2枚目に発売されたアルバム。2000年11月22日発売。発売元は東芝EMI。

## 概要
メジャー1枚目のアルバム『FINALE』から続くストーリーとして、『FINALE』の最後の曲である「Newborn baby」が進化した「CREATURE」となり、舞台を地獄へ移してその精神の葛藤を描くという設定が根底にある。
この当時話題になっていたストーカーや少年犯罪などPIERROTが得意とする社会風刺も歌詞に織り込まれている。
このアルバムを携えて、2000年11月から「PUBLIC ENEMY」と題したツアーが開始する。
キャッチコピーは、「リアリティをシニカルな言葉と、攻撃性溢れるサウンドで挑んだ名作」
初回特典：特殊ボックス仕様、特製セルカード、48ページカラーブックレット

## 収録曲
全作詞：キリト
太字はシングル曲
1. THE FIRST CRY IN HADES (GUILTY)
  - 作曲：キリト
2. CREATURE
  - 作曲：キリト

「-CREATURES-」1曲目。本作に収録するにあたり再録音された。前曲のSEからわずかに繋がっている。
3. ENEMY
  - 作曲：アイジ
4. MASS GAME
  - 作曲：キリト
5. AGITATOR
  - 作曲：キリト
6. 不謹慎な恋
  - 作曲：キリト
7. Waltz
  - 作曲：アイジ
8. パウダースノウ
  - 作曲：キリト

「-CREATURES-」カップリング曲。再録音されての収録。
9. ゲルニカ
  - 作曲：キリト
10. FOLLOWER
  - 作曲：アイジ

「AGITATOR」カップリング曲。
11. Analyze Chat「FREAKS」
  - 作曲：アイジ
12. FREAKS
  - 作曲：キリト
13. ATENA
  - 作曲:潤
14. 神経がワレル暑い夜
  - 作曲：キリト
15. THE LAST CRY IN HADES (NOT GUILTY)
  - 作曲：アイジ